# Acacia gilbertii
Acacia gilbertii är en ärtväxtart som beskrevs av Meissner. Acacia gilbertii ingår i släktet akacior, och familjen ärtväxter. Inga underarter finns listade i Catalogue of Life.